# Ananías
Ananías de Nedebeo, también conocido como Anán o Ananías hijo de Nedebeo (Hanania Ben Ndbai; en hebreo חנניה בן נדבאי), es el nombre de un sumo sacerdote judío que ejerció su cargo desde aproximadamente 47 o 48 hasta 58 o 59, cuando fue sustituido por Ismael, hijo de Fabi. Fue hijo de Nebedeo, y recibió su puesto de Herodes, rey de Calcis y hermano de Herodes Agripa I. Se le envió a Roma en el año 52 para ser juzgado con relación a ciertas dificultades que habían surgido entre los judíos y los samaritanos, pero el emperador Claudio I lo absolvió.

## En el Nuevo Testamento
Según el libro de los Hechos de los Apóstoles, Ananías presidió el juicio de Pablo de Tarso ante el Sanedrín, que estudiosos de la Biblia fechan hacia el año 56. Siempre según dicho relato, Ananías ordenó que se golpeara a Pablo en la boca. La reacción de Pablo fue predecir que Dios le devolvería esa mala acción, y lo llamó «pared blanqueada» o «pared encalada» porque violaba la ley en lugar de atenerse a ella. Amonestado por esto, Pablo se excusó por no saber que el que había dado la orden de golpearlo era el sumo sacerdote, y citó el Éxodo 22:28 en reconocimiento de su obligación de mostrarle el debido respeto. Algunosos exegetas han especulado que Pablo no sabía que Ananías era el sumo sacerdote debido a su larga ausencia de Jerusalén; otros aducen que, cuando Ananías regresó de Roma, su puesto no estaba confirmado legalmente. Otra teoría sostiene que Pablo tenía un defecto en la visión, como parecen indicar otros textos, y que la orden de Ananías pudo haber sido tan breve que a Pablo le resultase difícil identificar al que hablaba (Hechos 23:2-5).
El autor de Hechos afirma que, después del juicio, Pablo fue llevado a Cesarea y que allí viajó también Ananías acompañado de ciertos ancianos y un orador público para presentar los cargos delante del procurador Félix (Hechos 24:1). Ya no se vuelve a mencionar a Ananías en Hechos ni en ningún otro libro de la Biblia.

## En las crónicas contemporáneas
En la historia extrabíblica se le presenta como un hombre altanero y cruel, cuya conducta se distinguió por su codicia, tanto durante el ejercicio del sumo sacerdocio como después.[cita requerida] Hacia el comienzo de la sublevación judía de 66-70, ciertos elementos de la secta judía de los Zelotes persiguieron a Ananías debido a su colaboración con las autoridades romanas. Aunque se escondió en un acueducto, lo descubrieron y lo mataron.
Muchos confunden a Ananías hijo de Nedebeo con otro personaje de nombre Ananías que mandó ejecutar a Santiago el Justo. Flavio Josefo hace una aseveración sobre un Anás ben Anás, hijo del Anás bíblico, al cual también se le decía Ananías, el cual fue el verdadero asesino[cita requerida] y al cual alude la siguiente cita:

Ananías era un saduceo sin alma. Convocó astutamente al Sanedrín en el momento propicio. El procurador Festo había fallecido. El sucesor, Albino, todavía no había tomado posesión. Hizo que el sanedrín juzgase a Santiago, hermano de Jesús, quien era llamado el Cristo, y a algunos otros. Los acusó de haber transgredido la ley y los entregó para que fueran apedreados.
Flavio Josefo, Antigüedades judías 20,9,1

La historiografía data este evento del año 62.